# Wang Zhenglin
Wang Zhenglin (chiń. 王正林; ur. 21 października 1912 w Szanghaju) – chiński lekkoatleta, długodystansowiec.
Podczas igrzysk olimpijskich w Berlinie (1936) zajął 40. miejsce w maratonie z czasem 3:25:36,4 (rekord życiowy zawodnika). Wynik ten był rekordem Chin, został pobity dopiero w 1957. Na początku lat 50. zamieszkał w Stanach Zjednoczonych.